# 1972년 하계 패럴림픽
1972년 하계 패럴림픽(영어: 1972 Summer Paralympics, IV Paralympic Games, 독일어: Sommer-Paralympics 1972)은 1972년 8월 25일부터 9월 11일까지 열린 제29회 뮌헨 올림픽에 앞서 1972년 8월 2일부터 독일(당시 서독) 하이델베르크에서 개최된 하계 패럴림픽이다. 하이델베르크 대학교 스포츠 스타디움에서 5,000여 명의 관중이 참가한 가운데 구스타프 하이네만 서독 대통령의 개회 선언을 시작으로 경기가 진행되었다. 총 41개국에서 1,000여 명의 선수와 임원이 참가하였고, 경기는 육상·양궁·농구·수영·펜싱·탁구·역도·당구 등 8개 종목으로 나누어 진행되었다.

## 참가국
1972년 하계 패럴림픽에 참가한 국가는 총 42개국이다. 바하마, 브라질, 체코슬로바키아, 이집트, 홍콩, 헝가리, 케냐, 말레이시아, 멕시코, 페루, 폴란드, 포르투갈, 루마니아, 우간다, 유고슬라비아 15개국이 처음으로 하계 패럴림픽에 참가하였다.
| - 아르헨티나 - 오스트레일리아 - 오스트리아 - 바하마 - 벨기에 - 브라질 - 캐나다 - 체코슬로바키아 - 덴마크 - 이집트 - 핀란드 - 프랑스 - 영국 - 홍콩 | - 헝가리 - 인도 - 아일랜드 - 이스라엘 - 이탈리아 - 자메이카 - 일본 - 케냐 - 말레이시아 - 몰타 - 멕시코 - 네덜란드 - 뉴질랜드 - 노르웨이 | - 페루 - 폴란드 - 포르투갈 - 로디지아 - 루마니아 - 남아프리카 공화국 - 대한민국 - 스페인 - 스웨덴 - 스위스 - 우간다 - 미국 - 서독 (개최국) - 유고슬라비아 |

## 종목
- 농구
- 다트체리
- 론볼
- 수영
- 스누커
- 양궁
- 역도
- 육상
- 탁구
- 펜싱

### 시범 종목
- 골볼

## 메달 집계
| 순위 | 국가              | 금메달 | 은메달 | 동메달 | 합계 |
| ---- | ----------------- | ------ | ------ | ------ | ---- |
| 1    | 서독              | 28     | 17     | 22     | 67   |
| 2    | 미국              | 17     | 27     | 30     | 74   |
| 3    | 영국              | 16     | 15     | 21     | 52   |
| 4    | 남아프리카 공화국 | 16     | 12     | 13     | 41   |
| 5    | 네덜란드          | 14     | 13     | 11     | 38   |
| 6    | 폴란드            | 14     | 12     | 7      | 33   |
| 7    | 프랑스            | 10     | 8      | 15     | 33   |
| 8    | 이스라엘          | 9      | 10     | 9      | 28   |
| 9    | 이탈리아          | 8      | 4      | 5      | 17   |
| 10   | 자메이카          | 8      | 3      | 4      | 15   |
| 11   | 오스트레일리아    | 6      | 9      | 10     | 25   |
| 12   | 오스트리아        | 6      | 6      | 6      | 18   |
| 13   | 캐나다            | 5      | 6      | 8      | 19   |
| 14   | 스웨덴            | 5      | 6      | 6      | 17   |
| 15   | 일본              | 4      | 5      | 3      | 12   |
| 16   | 대한민국          | 4      | 2      | 1      | 7    |
| 17   | 로디지아          | 3      | 5      | 4      | 12   |
| 18   | 뉴질랜드          | 3      | 3      | 3      | 9    |
| 19   | 스위스            | 3      | 2      | 4      | 9    |
| 20   | 아르헨티나        | 2      | 4      | 3      | 9    |
| 21   | 아일랜드          | 2      | 4      | 2      | 8    |
| 22   | 노르웨이          | 1      | 5      | 5      | 11   |
| 23   | 벨기에            | 1      | 1      | 2      | 4    |
| 23   | 유고슬라비아      | 1      | 1      | 2      | 4    |
| 25   | 인도              | 1      | 0      | 0      | 1    |
| 25   | 케냐              | 1      | 0      | 0      | 1    |
| 27   | 스페인            | 0      | 4      | 0      | 4    |
| 28   | 핀란드            | 0      | 2      | 1      | 4    |
| 29   | 홍콩              | 0      | 1      | 1      | 2    |
| 30   | 헝가리            | 0      | 0      | 1      | 1    |
| 30   | 체코슬로바키아    | 0      | 0      | 1      | 1    |
| 합계 | 합계              | 188    | 187    | 200    | 575  |

| 하계 패럴림픽 |                                        |             |
| 이전 대회     | 1972년 하계 패럴림픽 하이델베르크 1972 | 다음 대회   |
| 텔아비브 1968 | 1972년 하계 패럴림픽 하이델베르크 1972 | 토론토 1976 |